# Суперкубок Англії з футболу 1972
Суперкубок Англії з футболу 1972 — 50-й розіграш турніру, який відбувся 5 серпня 1972 року. Чинний чемпіон Англії «Дербі Каунті» та володар кубка країни «Лідс Юнайтед» відмовились від участі у змаганні. Тому учасниками цьогорічного матчу за Суперкубок стали переможець Третього дивізіону Футбольної ліги Англії «Астон Вілла» та клуб, який посів 4 місце у Першому дивізіоні Футбольної ліги Англії «Манчестер Сіті».
| Володар Суперкубка Англії 1972 |
| ------------------------------ |
|                                |
| «Манчестер Сіті» Третій титул  |

## Учасники
| Клуб             | Участей | Роки (жирним виділено перемоги) |
| ---------------- | ------- | ------------------------------- |
| «Манчестер Сіті» | 5       | 1934, 1937, 1956, 1968, 1969    |
| «Астон Вілла»    | 2       | 1910, 1957                      |

## Матч

### Деталі
| 5 серпня 1972 |

| «Манчестер Сіті» | 1–0      | «Астон Вілла» |
| ---------------- | -------- | ------------- |
| Лі .' (пен.)     | Протокол |               |

| Вілла Парк, Бірмінгем Глядачів: 34 859 Арбітр: Норман Буртеншоу |

|  |  |

| В                |  | Джо Корріган   |  |                  |
| З                |  | Тоні Бук       |  |                  |
| З                |  | Майк Дойл      |  |                  |
| З                |  | Томмі Бут      |  |                  |
| З                |  | Віллі Донахі   |  | Замінений        |
| ПЗ               |  | Майк Саммербі  |  |                  |
| ПЗ               |  | Колін Белл     |  |                  |
| ПЗ               |  | Тоні Тауерс    |  |                  |
| Н                |  | Френсіс Лі     |  |                  |
| Н                |  | Він Дейвіс     |  | Замінений        |
| Н                |  | Родні Марш     |  |                  |
| Заміни:          |  |                |  |                  |
| З                |  | Дерек Джеффріс |  | Вийшов на заміну |
| ПЗ               |  | Іан Меллор     |  | Вийшов на заміну |
| Головний тренер: |  |                |  |                  |
| Малкольм Еллісон |  |                |  |                  |

| В                |  | Джим Кумбс     |  |                  |
| З                |  | Мік Райт       |  |                  |
| З                |  | Кріс Ніколл    |  |                  |
| З                |  | Іан Росс       |  |                  |
| З                |  | Чарлі Ейткен   |  |                  |
| ПЗ               |  | Рей Грейдон    |  |                  |
| ПЗ               |  | Брюс Ріох      |  |                  |
| ПЗ               |  | Пет Макмагон   |  |                  |
| ПЗ               |  | Віллі Андерсон |  |                  |
| Н                |  | Енді Лочгед    |  | Замінений        |
| Н                |  | Джефф Воуден   |  |                  |
| Заміни:          |  |                |  |                  |
| Н                |  | Ейлун Еванс    |  | Вийшов на заміну |
| Головний тренер: |  |                |  |                  |
| Вік Кроу         |  |                |  |                  |